# 异颌鳄属
异颌鳄属（学名：Allognathosuchus）是短吻鳄亚科下的灭绝属，有着复杂的分类学历史。

## 描述

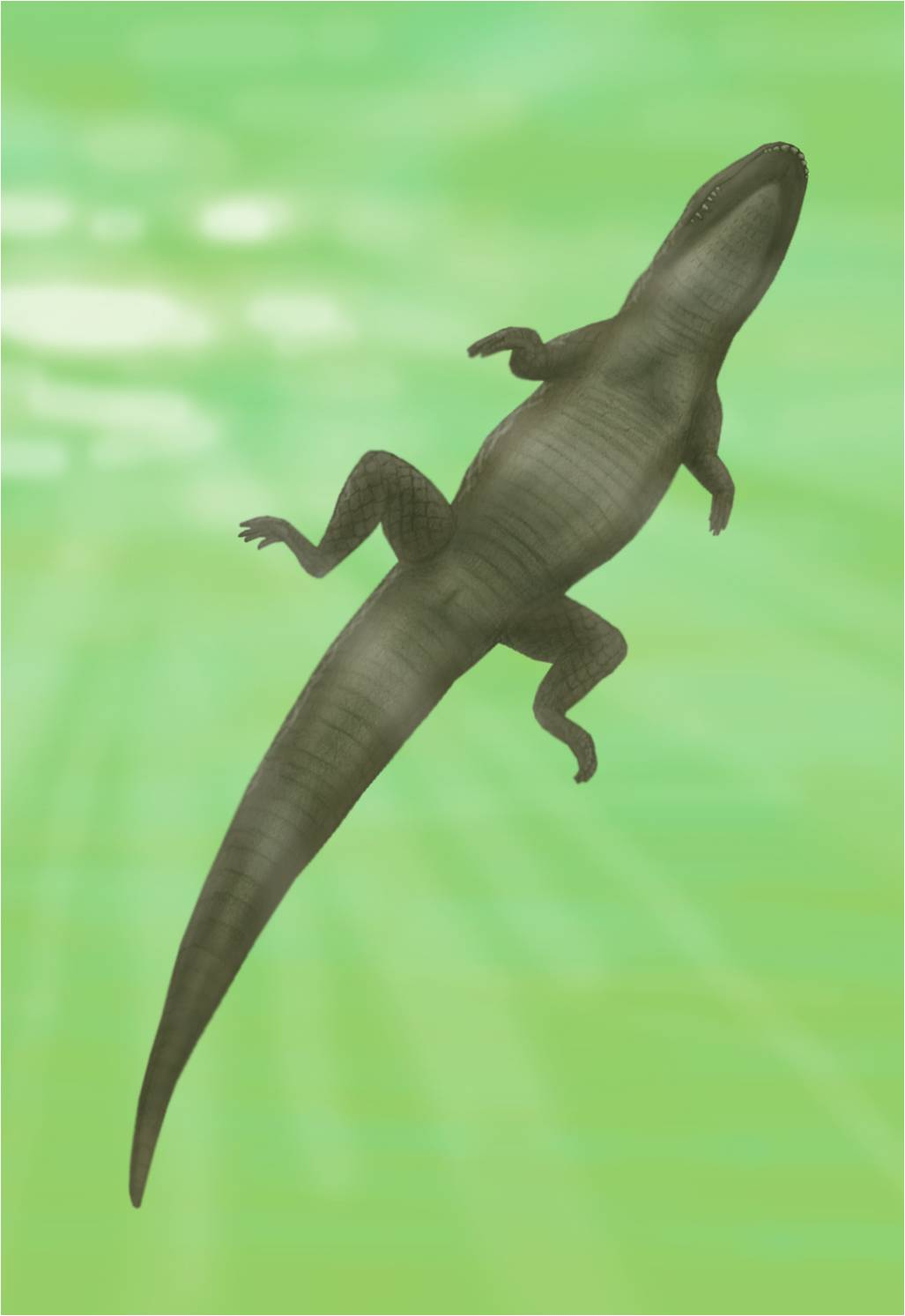
Allognathosuchus gracilis的复原图

异颌鳄属是一类中等体型的食肉动物，体长可达1.5米。这些短吻鳄亚科以其粗壮的下颚和球状的牙齿而闻名，它们被发现于上下颚齿排的后部附近，这些牙齿的作用在历史上被解释为是为了压碎软体动物的硬壳。孤立的球状牙齿通常被归入这个属，尽管这种牙齿在其他鳄形物种中也有发现。

## 分类
模式种多齿异颌鳄被发现于怀俄明州始新世布里杰组；它基于化石，很难与其古近纪短吻鳄类区分。A.heterodon来自怀俄明州始新世的Wasatch组，A.wartheni来自始新世的Wildwood组（也被称为“Wildwood alligatorid”，可能有两个物种），A.woutersi则生活在始新世早期的比利时，可能属于双犬齿鳄属。多齿异颌鳄、A.heterodon和A.wartheni跨越了北美陆生哺乳动物Clarkforkian、Wasatchian和Bridgerian的年代。
其他几个属和种以前曾被归入异颌鳄属。2004年，克里斯托弗·布罗库对该属进行了回顾，并根据所涉及的几个物种的残片，建议保守地使用该属。他排除了原属异颌鳄属的Albertochampsa langstoni、Arambourgia Gaudrei和Wannaganosuchus brachymanus，并建立了Hassiacosuchus属和纳瓦霍鳄属，发现它们与异颌鳄属不同。